# São José da Boa Vista (kommun i Brasilien)
São José da Boa Vista är en kommun i Brasilien.   Den ligger i delstaten Paraná, i den södra delen av landet, 900 km söder om huvudstaden Brasília. Antalet invånare är 6 511.
Trakten runt São José da Boa Vista består till största delen av jordbruksmark. Runt São José da Boa Vista är det glesbefolkat, med 17 invånare per kvadratkilometer.